# Regionale Grafschaftsgemeinde
Als regionale Grafschaftsgemeinde, wörtlich: regionale Gemeinde der Grafschaft von … (französisch municipalité régionale du comté de …, MRC, englisch regional county municipality, RCM) wird in der kanadischen Provinz Québec ein Gemeindeverband bezeichnet, der für die untergeordneten Gemeinden verschiedene interkommunale Aufgaben ausführt. Die MRC wurden 1979 geschaffen und ersetzten die bisherigen Grafschaften (comtés). Nach einigen Fusionen und Gebietsneueinteilungen im Jahr 2005 gibt es in Québec derzeit 87 MRC.

## Merkmale
Zwölf Städte und Agglomerationen sind nicht Teil einer Regionalgemeinde, sondern führen ihre Aufgaben selbständig aus (teilweise als Metropolregion). Dasselbe gilt auch für alle Gemeinden der First Nations in Indianerreservaten, sechs Gemeinden im Süden der Verwaltungsregion Côte-Nord, alle Gemeinden im Bezirk Basse-Côte-Nord und den Sprengel Notre-Dame-des-Anges, eine Enklave in der Stadt Québec.
Die Gebiete, die nicht Teil einer Regionalgemeinde sind, werden für statistische Zwecke entweder als Teil einer Regionalgemeinde behandelt oder werden in einem „territorialen Äquivalent einer MRC“ (territoires équivalents à une MRC) zusammengefasst. Somit ist das gesamte Gebiet Québecs in Regionalgemeinden oder Äquivalente unterteilt.

## Verwaltung und Aufgaben
Der Rat einer regionalen Grafschaftsgemeinde ist aus den Bürgermeistern der Mitgliedsgemeinden und einem Präfekten zusammengesetzt. Der Präfekt wird üblicherweise vom Rat und aus den Reihen der Ratsmitglieder in geheimer Abstimmung gewählt. Es kann aber auch das allgemeine Wahlrecht zur Anwendung gelangen. Die Amtszeit des Präfekten beträgt zwei Jahre bei einer Wahl durch den Rat, ansonsten vier Jahre.
Eine MRC erfüllt folgende Aufgaben:
- Kontrolle des Flächenverbrauchs durch die Erstellung eines Flächennutzungsplans und dessen Überarbeitung alle fünf Jahre
- Durchsetzung des Flächennutzungsplans
- Erstellung eines Plans zur Abfallwirtschaft, Brandschutz und öffentliche Sicherheit (Polizei)
- Erstellung und Durchsetzung von Planungsvorschriften in gemeindefreien Gebieten
- Vorbereitung von Grundstücksbewertungen in den Gemeinden
- Überwachung von Gewässern in ihrem Territorium, insbesondere in landwirtschaftlich genutzten Gebieten
- Schaffung und Finanzierung eines lokalen Entwicklungszentrums zur Förderung der regionalen Wirtschaft

## Liste der regionalen Grafschaftsgemeinden
| - Abitibi - Abitibi-Ouest - Acton - Antoine-Labelle - Argenteuil - Arthabaska - Avignon - Beauce-Centre - Beauce-Sartigan - Beauharnois-Salaberry - Bécancour - Bellechasse - Bonaventure - Brome-Missisquoi - Caniapiscau - Charlevoix - Charlevoix-Est - Coaticook - D’Autray - Deux-Montagnes - Drummond - Joliette | - Kamouraska - La Côte-de-Beaupré - La Côte-de-Gaspé - Lac-Saint-Jean-Est - La Haute-Côte-Nord - La Haute-Gaspésie - La Haute-Yamaska - La Jacques-Cartier - La Matanie - La Matapédia - La Mitis - La Nouvelle-Beauce - La Rivière-du-Nord - L’Assomption - La Vallée-de-l’Or - La Vallée-de-la-Gatineau - La Vallée-du-Richelieu - Le Domaine-du-Roy - Le Golfe-du-Saint-Laurent - Le Fjord-du-Saguenay - Le Granit - Le Haut-Richelieu | - Le Haut-Saint-François - Le Haut-Saint-Laurent - L’Érable - Les Appalaches - Les Basques - Les Chenaux - Les Collines-de-l’Outaouais - Les Etchemins - Les Jardins-de-Napierville - Les Laurentides - Les Maskoutains - Les Moulins - Les Pays-d’en-Haut - Les Sources - Le Rocher-Percé - Le Val-Saint-François - L’Île-d’Orléans - L’Islet - Lotbinière - Manicouagan - Marguerite-D’Youville - Maria-Chapdelaine | - Maskinongé - Matawinie - Mékinac - Memphrémagog - Minganie - Montcalm - Montmagny - Nicolet-Yamaska - Papineau - Pierre-De Saurel - Pontiac - Portneuf - Rimouski-Neigette - Rivière-du-Loup - Roussilon - Rouville - Sept-Rivières - Témiscamingue - Témiscouata - Thérèse-De Blainville - Vaudreuil-Soulanges |

| - Gatineau - La Tuque - Laval - Les Îles-de-la-Madeleine - Lévis - Longueuil - Mirabel | - Montreal - Québec - Rouyn-Noranda - Saguenay - Shawinigan - Sherbrooke - Trois-Rivières |